# 施中岩
施中岩（1953年8月—），浙江金华人，中华人民共和国政治人物，中国国民党革命委员会中央委员会原常务委员、辽宁省委员会原主任委员，大连市政协原副主席，第十二届全国政协委员。